# ستيف ديتكو
ستيف ديتكو (بالإنجليزية: Steve Ditko)‏ مواليد 2 نوفمبر 1927 في جونستاون، هو كاتب وفنان كتب رسوم متحركة أمريكي. مشهور بابتكار شخصية الرجل العنكبوت بالاشتراك مع ستان لي وأيضا معروف بابتكار شخصية دكتور سترينج.
درس ديتكو على يد جيري روبنسون فنان شخصية باتمان. بدأ مسيرته المهنية في سنة 1953 حيث عمل في الاستوديو الخاص بجو سيمون وجاك كيربي.

## أعماله
- المنتقمون #13, 15 (1984–86)
- سر المقنع #1–4 (1995)
- ديتكتيف كومكس #483–485 (1979)

## وصلات خارجية
- ستيف ديتكو على موقع IMDb (الإنجليزية)
- ستيف ديتكو على موقع الموسوعة البريطانية (الإنجليزية)
- ستيف ديتكو على موقع ألو سيني (الفرنسية)
- ستيف ديتكو على موقع أول موفي (الإنجليزية)
- ستيف ديتكو على موقع قاعدة بيانات الأفلام السويدية (السويدية)
- ستيف ديتكو على موقع إن إن دي بي (الإنجليزية)
- ستيف ديتكو على موقع ديسكوغز (الإنجليزية)
- ستيف ديتكو على موقع قاعدة بيانات الفيلم (الإنجليزية)
- ستيف ديتكو على موقع كينوبويسك (الروسية)